# Campeonato Africano de Atletismo de 1989
A 6ª edição do Campeonato Africano de Atletismo foi organizado pela Confederação Africana de Atletismo no período de 4 a 8 de agosto de 1989 no Lagos National Stadium, em Lagos, na Nigéria. Foram disputadas 41 provas, com a presença de 308 atletas de 27 nacionalidades. 

## Medalhistas

### Masculino
| Evento                  | Ouro                             | Ouro     | Prata                           | Prata    | Bronze                       | Bronze   |
| ----------------------- | -------------------------------- | -------- | ------------------------------- | -------- | ---------------------------- | -------- |
| 100 metros              | Amadou Mbagnick Mbaye · Senegal  | 10.60    | Salaam Gariba · Gana            | 10.64    | Patrick Nwankwo · Nigéria    | 10.66    |
| 200 metros              | Olapade Adeniken · Nigéria       | 20.74    | Davidson Ezinwa · Nigéria       | 20.82    | Nelson Boateng · Gana        | 20.84    |
| 400 metros              | Gabriel Tiacoh · Costa do Marfim | 45.25    | Simeon Kipkemboi · Quénia       | 46.29    | Hachim Ndiaye · Senegal      | 46.69    |
| 800 metros              | Nixon Kiprotich · Quénia         | 1:45.71  | Joseph Chesire · Quénia         | 1:45.96  | Babacar Niang · Senegal      | 1:46.09  |
| 1 500 metros            | Joseph Chesire · Quénia          | 3:39.43  | Robert Kibet · Quénia           | 3:40.05  | Nixon Kiprotich · Quénia     | 3:41.51  |
| 5 000 metros            | John Ngugi · Quénia              | 13:22.07 | Addis Abebe · Etiópia           | 13:35.09 | Moses Tanui · Quénia         | 13:36.79 |
| 10 000 metros           | Addis Abebe · Etiópia            | 27:51.07 | Moses Tanui · Quénia            | 28:22.90 | Bedilu Kibret · Etiópia      | 28:29.14 |
| Maratona                | Tsegaye Sengni · Etiópia         | 2:26:26  | Kebede Balcha · Etiópia         | 2:26:35  | Tekla Gebrselassie · Etiópia | 2:26:55  |
| 110 metros barreiras    | Ikechukwu Mbadugha · Nigéria     | 14.16    | Noureddine Tadjine · Argélia    | 14.18    | Akwasi Abrefa · Gana         | 14.56    |
| 400 metros barreiras    | Henry Amike · Nigéria            | 49.58    | Hamidou Mbaye · Senegal         | 50.76    | Saïd Aberkan · Marrocos      | 50.84    |
| 3 000 metros obstáculos | Azzedine Brahmi · Argélia        | 8:31.29  | Micah Boinett · Quénia          | 8:31.79  | Boniface Merande · Quénia    | 8:35.35  |
| 4×100 metros estafetas  | Nigéria                          | 39.94    | Quénia                          | 40.78    | Costa do Marfim              | 40.91    |
| 4×400 metros estafetas  | Quénia                           | 3:04.44  | Nigéria                         | 3:05.54  | Senegal                      | 3:08.18  |
| 20 km marcha            | Mohamed Bouhalla · Argélia       | 1:30:43  | Abdelwahab Ferguène · Argélia   | 1:36:49  | Bekele Lema · Etiópia        | 1:45:25  |
| Salto em altura         | Othmane Belfaa · Argélia         | 2.20     | Abdenour Krim · Argélia         | 2.15     | Boubacar Guèye · Senegal     | 2.10     |
| Salto à vara            | Sami Si Mohamed · Argélia        | 4.90     | Issam Ben Mohamed · Tunísia     | 4.80     | Samir Agsous · Argélia       | 4.60     |
| Salto em comprimento    | Yusuf Alli · Nigéria             | 8.27     | Ayodele Aladefa · Nigéria       | 7.89     | Badara Mbengue · Senegal     | 7.88     |
| Salto triplo            | Eugene Koranteng · Gana          | 16.83    | Toussaint Rabenala · Madagascar | 16.80    | Paul Nioze · Seicheles       | 16.74    |
| Lançamento do peso      | Robert Welikhe · Quénia          | 17.28    | Chima Ugwu · Nigéria            | 16.76    | Vincent Oghene · Nigéria     | 16.62    |
| Lançamento do disco     | Hassan Ahmed Hamad · Egito       | 53.44    | Vincent Oghene · Nigéria        | 52.98    | Ikechukwu Chika · Nigéria    | 50.70    |
| Lançamento do martelo   | Hakim Toumi · Argélia            | 69.98    | Hassan Chahine · Marrocos       | 66.86    | Djamel Zouiche · Argélia     | 63.52    |
| Lançamento do dardo     | Pius Bazighe · Nigéria           | 68.96    | Mongi Alimi · Tunísia           | 68.42    | William Sang · Quénia        | 68.06    |
| Decatlo                 | Mourad Mahour Bacha · Argélia    | 7080     | Hatem Bachar · Tunísia          | 6757     | Stanley Flowers · Zimbabwe   | 6519     |

### Feminino
| Evento                 | Ouro                            | Ouro     | Prata                            | Prata    | Bronze                         | Bronze   |
| ---------------------- | ------------------------------- | -------- | -------------------------------- | -------- | ------------------------------ | -------- |
| 100 metros             | Mary Onyali · Nigéria           | 11.22    | Tina Iheagwam · Nigéria          | 11.28    | Rufina Uba · Nigéria           | 11.47    |
| 200 metros             | Mary Onyali · Nigéria           | 23.00    | Falilat Ogunkoya · Nigéria       | 23.74    | Lalao Ravaonirina · Madagascar | 23.94    |
| 400 metros             | Falilat Ogunkoya · Nigéria      | 51.22    | Fatima Yusuf · Nigéria           | 52.30    | Airat Bakare · Nigéria         | 52.38    |
| 800 metros             | Hassiba Boulmerka · Argélia     | 2:06.80  | Zewde Haile Mariam · Etiópia     | 2:08.20  | Emebet Shiferaw · Etiópia      | 2:09.30  |
| 1 500 metros           | Hassiba Boulmerka · Argélia     | 4:13.85  | Hellen Kimaiyo · Quénia          | 4:16.42  | Emebet Shiferaw · Etiópia      | 4:20.81  |
| 3 000 metros           | Hellen Kimaiyo · Quénia         | 9:14.97  | Jane Ngotho · Quénia             | 9:15.43  | Luchia Yishak · Etiópia        | 9:24.31  |
| 10 000 metros          | Jane Ngotho · Quénia            | 33:05.60 | Tigist Moreda · Etiópia          | 34:05.58 | Marcianne Mukamurenzi · Ruanda | 34:09.48 |
| 100 metros barreiras   | Dinah Yankey · Gana             | 13.68    | Hope Obika · Nigéria             | 13.80    | Mosun Adesina · Nigéria        | 13.86    |
| 400 metros barreiras   | Maria Usifo · Nigéria           | 55.45    | Marie Womplou · Costa do Marfim  | 57.57    | Zewde Haile Mariam · Etiópia   | 59.51    |
| 4×100 metros estafetas | Nigéria                         | 44.6     | Gana                             | 45.4     | Costa do Marfim                | 46       |
| 4×400 metros estafetas | Nigéria                         | 3:33.12  | Quénia                           | 3:39.60  | Costa do Marfim                | 3:41.87  |
| 5 km marcha            | Agnetha Chelimo · Quénia        | 26:36.18 | Mercy Nyambura · Quénia          | 27:08.58 |                                |          |
| Salto em altura        | Lucienne N'Da · Costa do Marfim | 1.81     | Nkechi Madubuko · Nigéria        | 1.78     | Yasmina Azzizi · Argélia       | 1.78     |
| Salto em comprimento   | Chioma Ajunwa · Nigéria         | 6.53     | Beatrice Utondu · Nigéria        | 6.20     | Christy Opara · Nigéria        | 6.18     |
| Arremesso de peso      | Hanan Ahmed Khaled · Egito      | 14.28    | Mariam Nnodu · Nigéria           | 14.02    | Ann Otutu · Nigéria            | 13.88    |
| Lançamento do disco    | Zoubida Laayouni · Marrocos     | 51.14    | Hanan Ahmed Khaled · Egito       | 50.32    | Nabila Mouelhi · Tunísia       | 46.80    |
| Lançamento do dardo    | Chinweoke Chikwelu · Nigéria    | 52.18    | Milka Johnson · Quénia           | 50.32    | Yasmina Azzizi · Argélia       | 48.16    |
| Heptatlo               | Yasmina Azzizi · Argélia        | 5957     | Nacèra Zaaboub (Achir) · Argélia | 5573     | Chinweoke Chikwelu · Nigéria   | 5503     |

## Quadro de medalhas
| Ordem | País            | Medalha de ouro | Medalha de prata | Medalha de bronze | Total |
| ----- | --------------- | --------------- | ---------------- | ----------------- | ----- |
| 1     | Nigéria         | 14              | 12               | 9                 | 35    |
| 2     | Argélia         | 9               | 4                | 4                 | 17    |
| 3     | Quénia          | 8               | 11               | 4                 | 23    |
| 4     | Etiópia         | 2               | 4                | 7                 | 13    |
| 5     | Gana            | 2               | 2                | 2                 | 6     |
| 6     | Costa do Marfim | 2               | 1                | 3                 | 6     |
| 7     | Egito           | 2               | 1                | 0                 | 3     |
| 8     | Senegal         | 1               | 1                | 5                 | 7     |
| 9     | Marrocos        | 1               | 1                | 1                 | 3     |
| 10    | Tunísia         | 0               | 3                | 1                 | 4     |
| 11    | Madagascar      | 0               | 1                | 1                 | 2     |
| 12    | Ruanda          | 0               | 0                | 1                 | 1     |
| 12    | Zimbabwe        | 0               | 0                | 1                 | 1     |
| 12    | Seicheles       | 0               | 0                | 1                 | 1     |

Legenda
| Recorde mundial       | Recorde mundial (World record)               |                       | Recorde africano                      | Recorde africano (African) |                                           | Q | Classificado por posição (Qualified) |
| Recorde do campeonato | Recorde do campeonato (Championship record)  | Recorde da América    | Recorde da América (Americas)         | q                          | Classificado por melhor tempo (Qualified) |   |                                      |
| Melhor marca do ano   | Melhor marca do ano (World leading)          | Recorde asiático      | Recorde asiático (Asian)              | DNS                        | Não largou (Did not start)                |   |                                      |
| Recorde nacional      | Recorde nacional (National record)           | Recorde europeu       | Recorde europeu (European)            | DNF                        | Não terminou (Did not finish)             |   |                                      |
| Recorde pessoal       | Recorde pessoal do atleta (Personal best)    | Recorde da Oceania    | Recorde da Oceania (Oceania)          | DSQ / DQ                   | Desclassificado (Disqualified)            |   |                                      |
| Recorde da temporada  | Recorde da temporada do atleta (Season best) | Recorde sul-americano | Recorde sul-americano (South America) | NM                         | Sem marca (No mark)                       |   |                                      |